# Conflenti
Conflenti es una comuna de la provincia de Catanzaro, en la región de Calabria (Italia).
La comuna se encuentra en las faldas del monte Reventino (1416 m.)

## Economía
La economía del lugar se puede catalogar fundamentalmente agricula (el coltivo del olivo, de la vid), aunque también se den otros sectores y tengan su importancia.

## Población
La población va disminuyendo con el paso de los años. Actualmente hay 1677 habitantes. En verano esta población es cuadriplicada gracias a los que emigraron y a los descendientes de sus antiguos habitantes que vuelven a pasar sus vacaciones en los hogares de sus antecesores.

## Fiestas
Madonna della Quercia. El último domingo de agosto.

## Evolución demográfica
| Gráfica de evolución demográfica de Conflenti entre 1861 y 2001 |
|                                                                 |
| Fuente ISTAT - elaboración gráfica de Wikipedia                 |

## Personajes ilustres
Antonio Porchia
Vittorio Butera, poeta.